# 김용호 (시인)
김용호(金容浩, 1912년 5월 26일 ~ 1973년 5월 14일)는 일제강점기와 대한민국의 시인이다.

## 이력
본관은 김해(金海)이고 경상남도 마산(지금의 경상남도 창원시 마산합포구) 출생이며 아명(兒名)은 김만석(金萬石)이며 호(號)는 학산(鶴山), 야돈(野豚), 추강(秋江)이다. 1930년 동아일보에서 시 《춘원(春怨)》으로 문단에 첫 등단했다.

## 학력
- 경상남도 마산 창신고등보통학교 졸업
- 일본 메이지 대학교 법학과 학사
- 일본 메이지 대학교 대학원 신문학과 언론학 석사

## 이외 경력
- 1959년 단국대학교 국어국문학과 교수
- 1970년 신민당 문화예술행정특임위원(1970년 3월 ~ 1970년 6월)